# Edward Arnold
Pour les articles homonymes, voir Arnold.
Edward Arnold (né Günther Schneider) est un acteur américain né le 18 février 1890 à New York, New York (États-Unis) et mort le 26 avril 1956 à Encino (Californie).

## Biographie
Il a joué des rôles de politiciens malhonnêtes et d'escrocs, dans les films de Frank Capra ou encore Josef von Sternberg

## Filmographie

### Années 1910
- 1916 : The Misleading Lady d'Arthur Berthelet : Sidney Parker
- 1916 : The White Alley de Harry Beaumont
- 1916 : The Strange Case of Mary Page de J. Charles Haydon
- 1916 : The Primitive Strain (it) d'Arthur Berthelet
- 1916 : Vultures of Society (it) d'Arthur Berthelet et E.H. Calvert  : Joseph Gripp
- 1916 : The Despoiler (it)
- 1916 : I Will Repay (it)
- 1916 : The Last Adventure (it) d'E.H. Calvert
- 1916 : The Danger Line de Charles Ashley
- 1916 : A Return to Youth and Trouble (it)
- 1916 : Sherlock Holmes d'Arthur Berthelet
- 1916 : A Traitor to Art (it)
- 1916 : The Higher Destiny (it) de Charles Brabin
- 1916 : The Greater Obligation (it)
- 1916 : The Return of Eve (it) d'Arthur Berthelet : Seymour Purchwell
- 1916 : Marooned (it) d'E.H. Calvert
- 1916 : The Heart of Virginia Keep (it) de Richard Foster Baker
- 1916 : His Moral Code (it) d'E.H. Calvert
- 1916 : The Border Line de L.C. Windom
- 1916 : The Burning Band (it) d'E.H. Calvert
- 1916 : Dancing with Folly d'E.H. Calvert
- 1916 : Wife in Sunshine (it) d'E.H. Calvert
- 1917 : When the Man Speaks (it) d'E.H. Calvert
- 1917 : The Wide, Wrong Way (it) d'E.H. Calvert
- 1917 : The Sinful Marriage (it) d'E.H. Calvert
- 1917 : The Magic Mirror (it) d'E.H. Calvert
- 1917 : Shifting Shadows (it) d'E.H. Calvert
- 1917 : Desertion and Non-Support (it) d'E.H. Calvert
- 1917 : The Lighted Lamp (it)
- 1917 : Ashes on the Hearthstone (it) d'E.H. Calvert
- 1917 : The Extravagant Bride (it) d'E.H. Calvert
- 1917 : The Vanishing Woman (it)
- 1917 : The Pulse of Madness d'E.H. Calvert
- 1917 : The Pallid Dawn d'E.H. Calvert
- 1917 : The Wifeless Husband (it) d'E.H. Calvert
- 1917 : Meddling with Marriage (it) d'E.H. Calvert
- 1917 : Pass the Hash, Ann d'Arthur Berthelet
- 1917 : Be My Best Man (it) de Fred E. Wright
- 1917 : The Slacker's Heart de Frederick J. Ireland : Frank Allen
- 1919 : Phil-for-Short d'Oscar Apfel : Tom Wentworth
- 1919 : A Broadway Saint d'Harry O. Hoyt : Mr. Frewen

### Années 1920
- 1920 : Les Erreurs qui se paient (The Cost) d'Harley Knoles : Hampden Scarborough
- 1924 : Larmes de clown (HE who gets slapped) de Victor Sjöström : Extra

### Années 1930
- 1932 : Murder in the Pullman de Joseph Henabery
- 1932 : Free to Talk
- 1932 : Okay, America!, de Tay Garnett : Duke Morgan
- 1932 : Une allumette pour trois (Three on a Match) de Mervyn LeRoy : Ace
- 1932 : Afraid to Talk d'Edward L. Cahn : Jig Skelli
- 1932 : Je suis un évadé (I Am a Fugitive from a Chain Gang) de Mervyn LeRoy : un juriste
- 1932 : Raspoutine et l’Impératrice (Rasputin And The Empress) de Richard Boleslawski et Charles Brabin : Dr A. Remezov
- 1933 : Whistling in the Dark d'Elliott Nugent et Charles Reisner : Jake Dillon
- 1933 : La Sœur blanche (The White Sister) de Victor Fleming : Father Saracinesca
- 1933 : Le Chant du Nil (The Barbarian) de Sam Wood : Achmed Pasha
- 1933 : Jennie Gerhardt de Marion Gering : Sen. Brander
- 1933 : La Vie de Jimmy Dolan (The Life of Jimmy Dolan) d'Archie Mayo : Inspector
- 1933 : Secret of the Blue Room (en) de Kurt Neumann : Commissioner Forster
- 1933 : Her Bodyguard (en) de William Beaudine : Orson Bitzer
- 1933 : Je ne suis pas un ange (I'm No Angel) de Wesley Ruggles : Big Bill Barton
- 1933 : La Soupe au canard (Duck Soup) de Leo McCarey : Politician
- 1933 : Roman Scandals de Frank Tuttle  : Emperor Valerius
- 1934 : Madame Spy de Karl Freund : Schultz
- 1934 : Unknown Blonde d'Hobart Henley : Frank Rodie
- 1934 : Vivre et aimer (Sadie McKee) de Clarence Brown : Jack Brennan
- 1934 : Thirty Day Princess (en) de Marion Gering : Richard Gresham
- 1934 : Jours Heureux (film, 1934) de W. S. Van Dyke : Det. Lt. 'Mac' MacCarthy
- 1934 : Million Dollar Ransom : Vincent Shelton
- 1934 : Wednesday's Child : Ray Phillips
- 1934 : The President Vanishes : Secretary of War Wardell
- 1935 : Biography of a Bachelor Girl : Mr. 'Feydie' Feydak
- 1935 : Cardinal Richelieu de Rowland V. Lee : Louis XIII
- 1935 : La Clé de verre (The Glass Key) de Frank Tuttle : Paul Madvig
- 1935 : Diamond Jim de A. Edward Sutherland : Diamond Jim Brady
- 1935 : Cocktails et Homicides (Remember Last Night?) de James Whale : Danny Harrison
- 1935 : Crime et Châtiment (Crime and Punishment) de Josef von Sternberg : Insp. Porfiry
- 1936 : L'Or maudit (Sutter's Gold) de James Cruze : Johan (John) Sutter
- 1936 : Meet Nero Wolfe d'Herbert J. Biberman : Nero Wolfe
- 1936 : Le Vandale (Come and Get It) de Howard Hawks et William Wyler : Bernard 'Barney' Glasgow
- 1937 : Deux femmes (John Meade's Woman) de Richard Wallace : John Meade
- 1937 : La Vie facile (Easy Living) de Mitchell Leisen : J. B. Ball aka The bull of Broad St.
- 1937 : L'Or et la femme (The Toast of New York) de Rowland V. Lee : James 'Jim' Fisk Jr.
- 1937 : Blossoms on Broadway de Richard Wallace : Ira Collins
- 1938 : La Foule en délire (The Crowd Roars) de Richard Thorpe : Jim Cain, aka James W. Carson
- 1938 : Vous ne l'emporterez pas avec vous (You Can't Take It with You) de Frank Capra : Anthony P. Kirby
- 1939 : La Ronde des pantins (Idiot’s Delight) de Clarence Brown : Achille Weber
- 1939 : Let Freedom Ring (en) de Jack Conway : Jim Knox
- 1939 : L'Irrésistible Monsieur Bob (Man about Town) de Mark Sandrich : Sir John Arlington
- 1939 : Monsieur Smith au sénat (Mr. Smith Goes to Washington) de Frank Capra : Jim Taylor

### Années 1940
- 1940 : Le Gangster de Chicago (The Earl of Chicago) de Richard Thorpe : Quentin 'Doc' Ramsey
- 1940 : Le Poignard mystérieux (Slightly Honorable) de Tay Garnett : Vincent Cushing
- 1940 : Johnny Apollo de Henry Hathaway : Robert 'Pop' Cain Sr.
- 1940 : Lillian Russell de Irving Cummings : Diamond Jim Brady
- 1941 : Le Châtiment (The Penalty) de Harold S. Bucquet : Martin 'Stuff' Nelson
- 1941 : Une femme à poigne (The Lady from Cheyenne) de Frank Lloyd : James 'Jim'Cork
- 1941 : L'Homme de la rue (Meet John Doe) de Frank Capra : D. B. Norton
- 1941 : Nothing But the Truth de Elliott Nugent : T.R. Ralston
- 1941 : Tous les biens de la terre (All That Money Can Buy / The Devil and Daniel Webster) de William Dieterle : Daniel Webster
- 1941 : Unholy Partners (en) de Mervyn LeRoy : Merrill Lambert
- 1941 : Évitons le scandale ! (Design for Scandal) de Norman Taurog : Judson M. 'J.M.' / 'Judsy' Blair
- 1942 : Inflation de Endfield) : The Devil
- 1942 : Johnny, roi des gangsters (Johnny Eager) de Mervyn LeRoy : John Benson Farrell
- 1942 : The War Against Mrs. Hadley de Harold S. Bucquet : Elliott Fulton
- 1942 : Les Yeux dans les ténèbres (Eyes in the Night) de Fred Zinnemann : Capt. Duncan Maclain
- 1943 : The Youngest Profession d'Edward Buzzell : Burton V. Lyons
- 1944 : L'Amour cherche un toit (Standing Room Only) de Sidney Lanfield : T. J. Todd / Todd 'the butler'
- 1944 : Janie de Michael Curtiz : Charles Conway
- 1944 : Kismet de William Dieterle : Mansur - the Grand Vizier
- 1944 : Madame Parkington (Mrs. Parkington) de Tay Garnett : Amory Stilham
- 1945 : Main Street After Dark d'Edward Cahn: Lt. Lorrgan
- 1945 : The Hidden Eye de Richard Whorf : Capt. Duncan Maclain
- 1945 : Week-end au Waldorf (Week-end at Waldorf) de Robert Z. Leonard : Martin X. Edley
- 1945 : Ziegfeld Follies de Vincente Minnelli : Lawyer
- 1946 : Janie Gets Married de Vincent Sherman : Charles Conway
- 1946 : La Sagesse de trois vieux fous (Three Wise Fools) de King Vidor : Theodore Findley
- 1946 : Pas de congé, pas d'amour (No Leave, No Love) de Charles Martin : Hobart Canford 'Popsie' Stiles
- 1947 : The Mighty McGurk de John Waters : Mike Glenson
- 1947 : My Brother Talks to Horses de Fred Zinnemann : Mr. Bledsoe
- 1947 : Dear Ruth (en) de William D. Russell : Judge Wilkins
- 1947 : Marchands d'illusions (The Hucksters) de Jack Conway : Dave Lash
- 1947 : Le Fiancé de ma fiancée (Dear Ruth) de William D. Russell
- 1948 : Cupidon mène la danse (Three Daring Daughters) de Fred M. Wilcox : Robert Nelson
- 1948 : Big City de Norman Taurog : Judge Martin O. Abercrombie
- 1948 : Wallflower (en) de Frederick De Cordova : Andrew J. Linnett
- 1948 : Tragique Décision (Command Decision) de Sam Wood : Congressman Arthur Malcolm
- 1949 : John Loves Mary de David Butler : sén. James McKinley
- 1949 : Match d'amour (Take Me Out to the Ball Game) de Busby Berkeley : Joe Lorgan
- 1949 : Big Jack de Richard Thorpe : Mayor Mahoney
- 1949 : Le Démon du logis (Dear Wife) de Richard Haydn : juge Wilkins

### Années 1950
- 1950 : Taxi, s'il vous plaît (The Yellow Cab Man) : Martin Creavy
- 1950 : Annie, la reine du cirque (Annie Get Your Gun) : Pawnee Bill
- 1950 : The Skipper Surprised His Wife : Adm. Homer Thorndyke
- 1951 : Ma fille n'est pas un ange (Dear Brat) de William A. Seiter  : Sénateur Wilkins
- 1952 : Six filles cherchent un mari (Belles on Their Toes) de Henry Levin : Sam Harper
- 1953 : Traqué dans Chicago (City That Never Sleeps) de John H. Auer : Penrod Biddel
- 1953 : Man of Conflict : J.R. Compton
- 1954 : C'est pas une vie, Jerry (Living It Up) : The Mayor
- 1956 : The Houston Story (en) de William Castle : Paul Atlas
- 1956 : La Fille de l'ambassadeur (The Ambassador's Daughter) : Ambassador William Fisk
- 1956 : Meurtres à Miami (Miami Exposé) : Oliver Tubbs
- 1956 : Strange Stories (série TV) : Host (1956)